# Руководство подруг к разводу
«Руководство подруг к разводу» (англ. Girlfriends' Guide to Divorce) — американский телевизионный сериал, разработанный Марти Ноксон и основанный на одноимённой серии книг Вики Ловин. В центре сюжета находится популярная писательница книг для женщин Эбби (Лиза Эдельштейн), которая в свои сорок лет шокирует публику признав, что её идеальный с виду брак разрушен. Другие ведущие роли её новоиспеченных подруг исполняют Джанин Гарофало и Бо Гаррет.
Премьера шоу состоялась 2 декабря 2014 года на кабельном канале Bravo сразу после реалити-шоу «Настоящие домохозяйки Беверли-Хиллз», став первым оригинальным сериалом со сценарием в истории канала.
Проект получил похвалу от критиков за сбалансированный между драмой и комедией сценарий Марти Ноксон и игру Лизы Эдельштейн, а Тим Гудман из The Hollywood Reporter и вовсе высказал мнение, что Girlfriends' Guide to Divorce является лучшим шоу о женщинах со времен завершения сериала «Секс в большом городе». 4 февраля 2015 года сериал был продлен на второй сезон, который стартовал 1 декабря 2015 года. 13 апреля 2016 года сериал был продлен сразу на три сезона; пятый сезон станет последним.

## Актёры и персонажи

### Основной состав
- Лиза Эдельштейн в роли Эбби, автора книг по самопомощи
- Джанин Гарофало в роли Лайлы, разведённого адвоката
- Бо Гаррет в роли Фиби, разведённой модели
- Аланна Юбак в роли Джо, лучшей подруги Эбби из колледжа
- Некар Задеган в роли Делии, адвоката по разводам из фирмы Лайлы
- Пол Адельштейн в роли Джейка, мужа Эбби

### Второстепенный состав
- Патрик Хьюсингер в роли Макса, брата Эбби[9]
- Вирджиния Уильямс и Мэттью Глэйв в ролях Кортни и Гордона Бич
- Ретта в роли Барбары

Бернадетт Питерс появилась в шоу с ролью матери героини Гарофало. Лаверна Кокс также подписалась появиться в роли журналиста и ЛГБТ-активиста в одном из эпизодов сериала.

## Производство
Разработка проекта началась в 2013 году, а 19 февраля 2014 года было объявлено, что канал заказал съемки первого сезона из тринадцати эпизодов. После заказа съемок Некар Задеган присоединилась к актёрскому составу в роли адвоката по разводам со своим нетрадиционным браком. В августе 2014 года было объявлено, что Джанин Гарофало покинет шоу в ходе первого сезона по творческим причинам. Аланна Юбак вскоре заменила её в качестве одной из трёх ведущих героинь, играя роль старой подруги персонажа Эдельштейн, которая приезжает из Нью-Йорка в Лос-Анджелес, чтобы помочь ей справиться с разводом.